# Johann Wolf (Politiker, I)
Johann Wolf (* vor 1803 in Griffen; † im 19. Jahrhundert) war ein österreichischer Richter und Politiker.

## Leben
Wolf war katholischer Konfession und heiratete 1832. Er studierte von 1818 bis 1823 Philosophie und Rechtswissenschaft an der Universität Graz. Nach dem Studium wurde er Bezirksbeamter (politischer Beamter) der Herrschaft Negau bei Marburg (Steiermark). Von 1830 bis 1845 wirkte er als Oberbeamter bei verschiedenen Herrschaften in Kärnten. Zwischen 1845 und 1847 war er Bezirkskommissär, Orts- und Kriminalrichter der Herrschaft Sannegg bei Cill und 1848 Bezirkskommissär der Herrschaft St. Georgen bei Wildon und Pächter im Bezirk der Herrschaft St. Georgen. Zwischen 1849 und 1854 wurde er als Besitzer der Realität Fürstenhof in Unterhaus bei Wildon genannt. Von 1850 bis 1853 war er Bezirksrichter in Windisch-Feistritz bei Cilli, und von 1853 bis 1855 Bezirksrichter und Realitätenbesitzer in Wildon. 1855 war er Bezirksrichter in Feldbach und seit 1855 Notar in Kärnten.
Vom 27. September 1848 (für Moritz Ritter von Franck) bis zum 9. Januar 1849 vertrat er den Wahlkreis 6. Steiermark (Wildon) in der Frankfurter Nationalversammlung. Im Parlament blieb er fraktionslos und stimmte mit der Rechten. Nachfolger in der Nationalversammlung wurde Johann Riedl. Er war Mitglied der Steiermärkischen Landwirtschaftsgesellschaft in Prassberg und 1848 Teilnehmer am Kongress von Abgeordneten deutscher landwirtschaftlicher Vereine in Frankfurt am Main.